# Gardeja (gemeente)
De gemeente Gardeja is een landgemeente in het Poolse woiwodschap Pommeren, in powiat Kwidzyński.
De gemeente telt 24 sołectwa: Bądki, Cygany, Czarne Dolne, Czarne Górne, Czarne Małe (sołectwa: Czarne Małe I en Czarne Małe II), Gardeja (sołectwa: Gardeja, Gardeja II, Gardeja III en Gradeja IV), Jaromierz, Klasztorek, Krzykosy, Morawy, Nowa Wioska, Otłowiec, Otłówko, Otoczyn, Pawłowo, Rozajny, Trumieje, Wandowo, Wracławek, Zebrdowo.
De zetel van de gemeente is in Gardeja.
Op 30 juni 2004 telde de gemeente 8248 inwoners.

## Oppervlaktegegevens
In 2002 bedroeg de totale oppervlakte van gemeente Gardeja 192,98 km², waarvan:
- agrarisch gebied: 70%
- bossen: 18%

De gemeente beslaat 23,12% van de totale oppervlakte van de powiat.

## Demografie
Stand op 30 juni 2004:
| Omschrijving                   | Totaal | Totaal | Vrouwen | Vrouwen | Mannen | Mannen |
| ------------------------------ | ------ | ------ | ------- | ------- | ------ | ------ |
| eenheid                        | aantal | %      | aantal  | %       | aantal | %      |
| inwoners                       | 8248   | 100    | 4070    | 49,3    | 4178   | 50,7   |
| bevolkingsdichtheid (inw./km²) | 42,7   | 42,7   | 21,1    | 21,1    | 21,6   | 21,6   |

In 2002 bedroeg het gemiddelde inkomen per inwoner 1476,47 zł.

## Aangrenzende gemeenten
Kisielice, Kwidzyn, Dąbrowa Chełmińska, Prabuty, Rogóźno, Sadlinki